# Îles Caïmans aux Jeux olympiques d'été de 1976
Les Îles Caïmans participent pour la première fois aux Jeux olympiques d'été de 1976 à Montréal au Canada avec un équipage de voile.

## Voile
L'équipage finit à la dernière position du classement.
| Athlète(s)                      | Compétition | Régate 1 | Régate 2 | Régate 3 | Régate 4 | Régate 5 | Régate 6 | Régate 7 | Total | Total-1 | Total-1 |
| Athlète(s)                      | Compétition | Score    | Score    | Score    | Score    | Score    | Score    | Score    | Total | Rang    | Score   |
| ------------------------------- | ----------- | -------- | -------- | -------- | -------- | -------- | -------- | -------- | ----- | ------- | ------- |
| Gerry Kirkconnell Peter Milburn | 470         | 34.0     | 29.0     | 24.0     | DSQ      | 24.0     | 31.0     | 34.0     | 213.0 | 28e     | 176.0   |